# Helen Bjørnøy

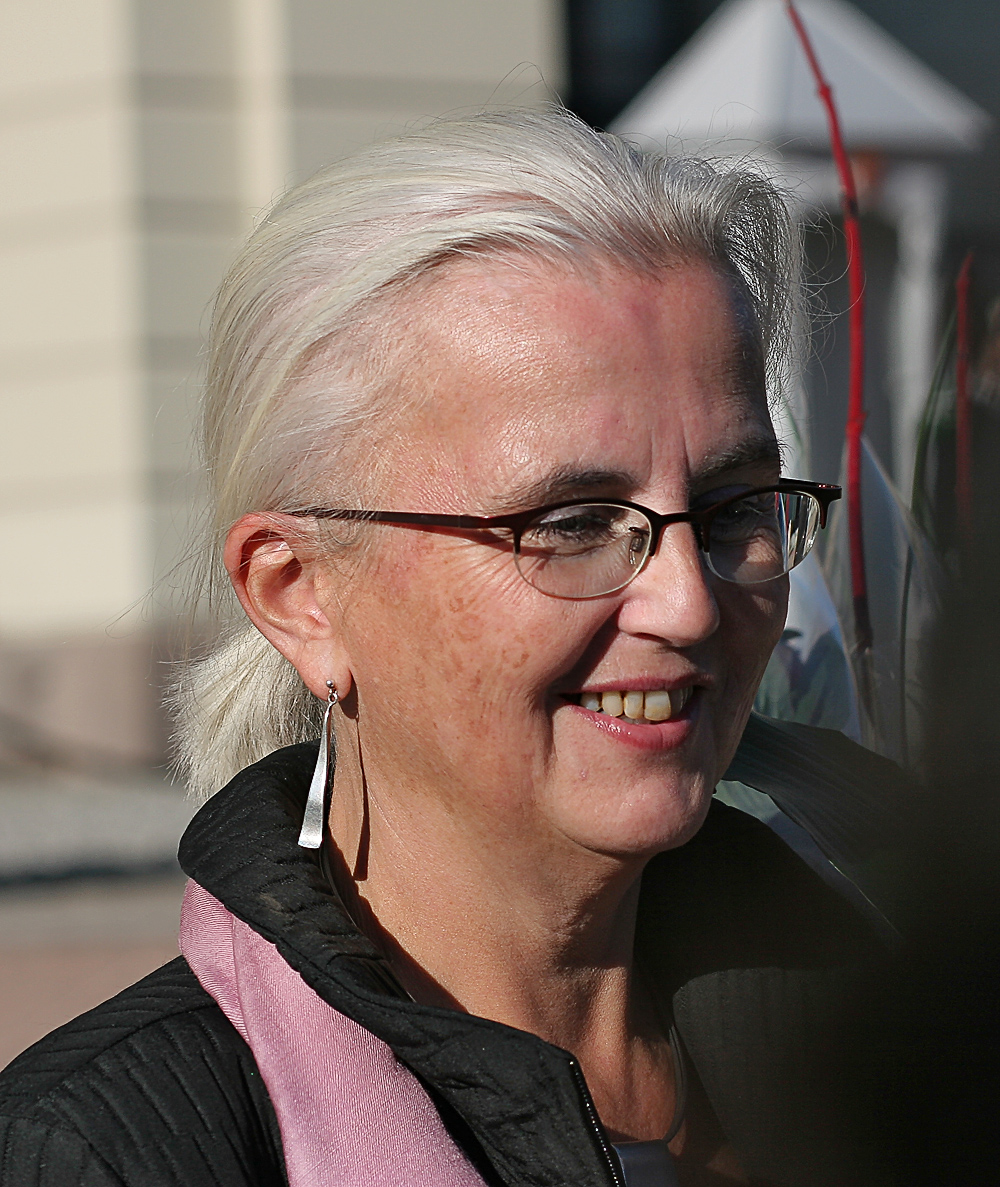
Helen Oddveig Bjørnøy

Helen Oddveig Bjørnøy (* 18. Februar 1954 in Ålesund) ist eine norwegische Pfarrerin und Politikerin (SV). Sie ist mit dem Pfarrer Torstein Lalim verheiratet, hat vier Kinder und wohnt in Drammen.

## Leben
Nach dem Abitur auf dem Gymnasium Ålesund 1973, studierte sie an der Menighetsfakultet in Oslo und wurde 1981 in der Norwegischen Kirche ordiniert. Nach Anstellungen in Tromsø und Drammen war sie 1991–1999 Lektorin an der Diakonalen Hochschule Lovisenberg und 1999–2005 Generalsekretärin der Stadtmission in Oslo. 1994 war sie auch stellvertretende Vorsitzende der Organisation Nein zur EU. Darüber hinaus hat sie mehrere Bücher verfasst.
Vom 17. Oktober 2005 bis zum 18. Oktober 2007 war sie für die Sosialistisk Venstreparti Umweltministerin in der zweiten Regierung unter Jens Stoltenberg. Seit 2008 ist sie Generalsekretärin der norwegischen Sektion des Kinderhilfswerks Plan International. Im Juni 2013 wurde sie zur Regierungspräsidentin (Fylkesmann) in Buskerud ernannt. Sie übte das Amt bis 2019 aus, wo das Amt des Fylkesmann von Buskerud in dieser Form abgeschafft wurde und das Amt des Fylkesmann von Viken geschaffen wurde.